# Movietone News

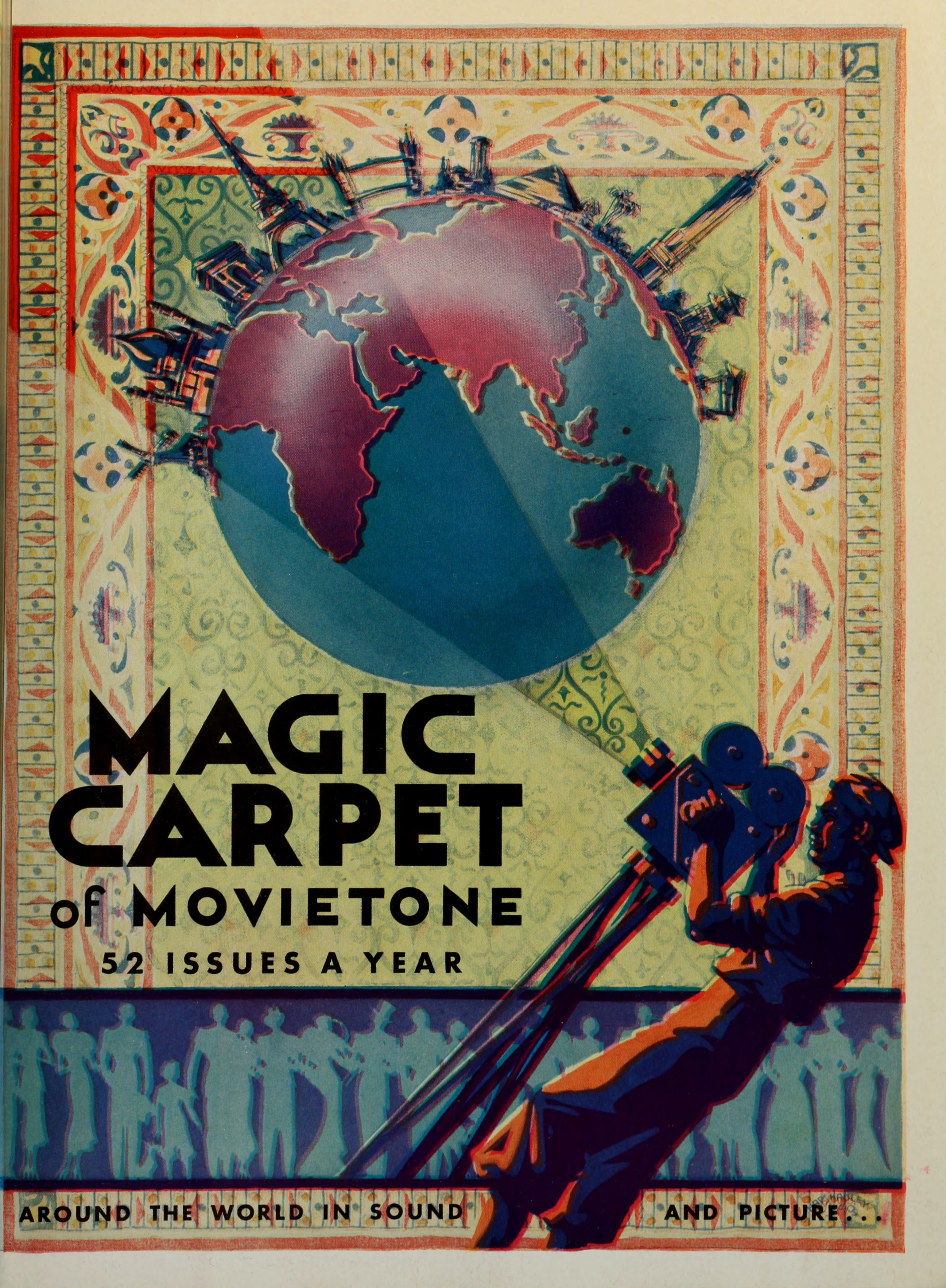
Magic Carpet of Movietone, 1932

Movietone News era un cinegiornale trasmesso dal 1928 al 1963 negli Stati Uniti. Con il nome British Movietone News è andato in onda anche nel Regno Unito dal 1929 al 1986.

## Storia
Negli Stati Uniti come Fox Movietone News ha prodotto cinegiornali sonori cinematografici dal 1928 al 1963, e dal 1929 al 1986 nel Regno Unito.
Il primo utilizzo da parte della Fox della registrazione di un evento di cronaca avvenne il 20 maggio 1927: il decollo di Charles Lindbergh da Roosevelt Field per il suo storico volo in solitaria attraverso l'Oceano Atlantico fu filmato con il sonoro e proiettato in un teatro di New York quella stessa notte. Un narratore regolare dei cinegiornali era l'attore e giornalista Lowell Thomas.
Dopo che Fox Films si è fusa con 20th Century Pictures nel 1935 per formare 20th Century-Fox, il nome di Fox Movietone News è stato abbreviato in Movietone News.

## Archivio
L'Academy Film Archive ospita la collezione di cortometraggi e documentari della 20th Century Fox Movietone.
Nel 2015, i filmati d'archivio di British Movietone e Associated Press sono stati pubblicati su YouTube.